# Always With You
「Always With You」（オールウェイズ・ウィズ・ユー）は、1995年11月1日に発売された鈴木康博の16作目のシングル。

## 解説
両曲共、アルバム未収録。「Always With You」は、テレビ東京系『開運!なんでも鑑定団』エンディングテーマ。

## 収録曲
| 全作曲: 鈴木康博。 |                                                                            |                        |            |                  |
| #                  | タイトル                                                                   | 作詞                   | 作曲・編曲 | 編曲             |
| 1.                 | 「Always With You」(テレビ東京系『開運!なんでも鑑定団』エンディングテーマ) | さとうみかこ・鈴木康博 | 鈴木康博   | 鈴木康博・鷹羽仁 |
| 2.                 | 「君のために全てがある」                                                   | 鈴木康博               | 鈴木康博   | 鈴木康博         |
| 3.                 | 「Always With You（オリジナル・カラオケ）」                                |                        | 鈴木康博   |                  |